# Pont James Joyce
Le Pont James Joyce est un pont enjambant le fleuve Liffey à Dublin en Irlande.
Conçu par l'architecte espagnol renommé Santiago Calatrava, le pont a été ouvert le 16 juin 2003 le jour de la fête du Bloomsday. Il est nommé en hommage au célèbre auteur dublinois James Joyce.
La nouvelle de Joyce The Dead, se situe au numéro 15 Usher's Island, une maison faisant face au pont côté sud.
Un nouveau pont du même architecte est construit en aval : le pont Samuel Beckett.